# Associazione Sportiva Cittadella 1998-1999
Oesta voce raccoglie le informazioni riguardanti l'Associazione Sportiva Cittadella nelle competizioni ufficiali della stagione 1998-1999.

## Stagione
Nella stagione 1998-1999 il Cittadella disputa il girone A del campionato di Serie C1, raccoglie 49 punti, che valgono il sesto posto finale, alle spalle della promossa Alzano Virescit e delle quattro che si sono disputate i Play-off, vinti dalla Pistoiese. Allenati dal confermato tecnico Ezio Glerean i granata hanno ottenuto 21 punti nel girone di andata e 28 punti nel girone di ritorno, compromettendo l'obiettivo di partecipare ai Play-off nella prima parte del torneo. Nella Coppa Italia di Serie C il Cittadella ha vinto il girone E di qualificazione, eliminando Triestina, Mestre, Giorgione e Sandonà, poi nei sedicesimi ha superato nel doppio confronto il Padova, mentre negli ottavi di finale è stato eliminato nel doppio confronto con la Spal.

## Rosa
| N. |                   | Ruolo | Calciatore           |
| -- | ----------------- | ----- | -------------------- |
|    | Italia (bandiera) | P     | Domenico Bertoncello |
|    | Italia (bandiera) | P     | Luca Capecchi        |
|    | Italia (bandiera) | P     | Adriano Zancopè      |
|    | Italia (bandiera) | D     | Terry Cavazzana      |
|    | Italia (bandiera) | D     | Giancarlo Cinetto    |
|    | Italia (bandiera) | D     | Cristiano Graziano   |
|    | Italia (bandiera) | D     | Pasquale Martinelli  |
|    | Italia (bandiera) | D     | Christian Ottofaro   |
|    | Italia (bandiera) | D     | William Pianu        |
|    | Italia (bandiera) | D     | Paolo Simeoni        |
|    | Italia (bandiera) | D     | Davide Zanon         |
|    | Italia (bandiera) | C     | Andrea Caverzan      |
|    | Italia (bandiera) | C     | Carmine Coppola      |
|    | Italia (bandiera) | C     | Fabio Filippi        |
|    | Italia (bandiera) | C     | Giulio Giacomin      |

| N. |                   | Ruolo | Calciatore         |
| -- | ----------------- | ----- | ------------------ |
|    | Italia (bandiera) | C     | Marco Lo Pinto     |
|    | Italia (bandiera) | C     | Achille Mazzoleni  |
|    | Italia (bandiera) | C     | Riccardo Rimondini |
|    | Italia (bandiera) | C     | Marco Scarpa       |
|    | Italia (bandiera) | C     | Giovanni Soncin    |
|    | Italia (bandiera) | C     | Marco Tomaselli    |
|    | Italia (bandiera) | A     | Matteo Beretta     |
|    | Italia (bandiera) | A     | Filippo Bordin     |
|    | Italia (bandiera) | A     | Christian Colitti  |
|    | Italia (bandiera) | A     | Giovanni Di Somma  |
|    | Italia (bandiera) | A     | Diego Grassi       |
|    | Italia (bandiera) | A     | Claudio Milanese   |
|    | Italia (bandiera) | A     | Omar Nordi         |
|    | Italia (bandiera) | A     | Igor Voltolini     |
|    | Italia (bandiera) | A     | Paolo Zirafa       |

### Staff tecnico
| Allenatore:         | Ezio Glerean |
| Secondo allenatore: | Enrico Mendo |

## Risultati

### Campionato

#### Girone di andata
| Arbitro: | Borelli (Roma) |

|             |           |             |
| Filippi 25’ | Marcatori | 57’ Orocini |

| Arbitro: | Manari (Teramo) |

|                                                             |           |  |
| Salamone 44’ Airoldi 48’ Ginestra 81’ Cancellato 87’ (rig.) | Marcatori |  |

| Arbitro: | Zaltron (Bassano del Grappa) |

|                      |           |                                       |
| Nordi 62’ Zirafa 66’ | Marcatori | 10’ Andreotti 64’ Morelli 73’ Mearini |

| Arbitro: | Manari (Teramo) |

|              |           |           |
| Polidori 50’ | Marcatori | 42’ Nordi |

| Cittadella 4 ottobre 1998 5ª giornata | Cittadella          | 0 – 0 | Varese | Stadio Piercesare Tombolato\| Arbitro: \| Lombardi (Lanciano) \| |
| Arbitro:                              | Lombardi (Lanciano) |       |        |                                                                  |

| Arbitro: | Linfatici (Viareggio) |

|               |           |              |
| Spagnolli 77’ | Marcatori | 37’ Giacomin |

| Arbitro: | Esposito (Trapani) |

|                                           |           |  |
| Rimondini 27’ G. Soncin 47’ F. Bordin 76’ | Marcatori |  |

| Arbitro: | Battaglia (Messina) |

|             |           |               |
| Bonaldi 17’ | Marcatori | 63’ Rimondini |

| Arbitro: | Ferlito (Prato) |

|                           |           |              |
| Zanon 45+1’ Rimondini 77’ | Marcatori | 30’ Verolino |

| Arbitro: | Silvestrini (Macerata) |

|             |           |              |
| Pantano 33’ | Marcatori | 7’ Rimondini |

| Cittadella 22 novembre 1998 11ª giornata | Cittadella                  | 0 – 0 | Lecco | Stadio Piercesare Tombolato\| Arbitro: \| Ambrosino (Torre del Greco) \| |
| Arbitro:                                 | Ambrosino (Torre del Greco) |       |       |                                                                          |

| Arbitro: | Griselli (Livorno) |

|                         |           |  |
| De Silvestro 75’ (rig.) | Marcatori |  |

| Arbitro: | Esposito (Trapani) |

|                |           |  |
| Scarpa 8’, 44’ | Marcatori |  |

| Arbitro: | Gabriele (Frosinone) |

|            |           |            |
| Carrus 36’ | Marcatori | 34’ Scarpa |

| Arbitro: | Ambrosino (Torre del Greco) |

|            |           |            |
| Scarpa 21’ | Marcatori | 31’ Rocchi |

| Arbitro: | Ciulli (Roma) |

|          |           |  |
| Memmo 1’ | Marcatori |  |

| Arbitro: | Manari (Teramo) |

|                         |           |                    |
| Filippi 10’ Cinetto 32’ | Marcatori | 18’ (rig.) Bonazzi |

#### Girone di ritorno
| Siena 10 gennaio 1999 18ª giornata | Siena               | 0 – 0 | Cittadella | Stadio Artemio Franchi\| Arbitro: \| Soffritti (Ferrara) \| |
| Arbitro:                           | Soffritti (Ferrara) |       |            |                                                             |

| Arbitro: | Cirone (Palermo) |

|            |           |           |
| Scarpa 44’ | Marcatori | 8’ Affuso |

| Arezzo 24 gennaio 1999 20ª giornata | Arezzo           | 0 – 0 | Cittadella | Stadio Città di Arezzo\| Arbitro: \| Strocchia (Nola) \| |
| Arbitro:                            | Strocchia (Nola) |       |            |                                                          |

| Arbitro: | Porretta (Palermo) |

|                                               |           |             |
| Rimondini 26’ (rig.) Filippi 45+1’ Scarpa 47’ | Marcatori | 3’ Polidori |

| Arbitro: | Morganti (Ascoli Piceno) |

|  |           |                         |
|  | Marcatori | 30’ Beretta 70’ Filippi |

| Arbitro: | Soilvestrini (Macerata) |

|               |           |           |
| Rimondini 60’ | Marcatori | 68’ Suppa |

| Arbitro: | Ledda (Alghero) |

|                |           |  |
| Catanese 90+3’ | Marcatori |  |

| Arbitro: | Zaltron (Bassano del Grappa) |

|                       |           |                        |
| Simeoni 10’ Zanon 84’ | Marcatori | 11’ Fantini 23’ Tiberi |

| Arbitro: | Cuttica (Alessandria) |

|  |           |                  |
|  | Marcatori | 37’, 55’ Beretta |

| Arbitro: | Lecci (Varese) |

|                           |           |             |
| Rimondini 44’ Beretta 63’ | Marcatori | 15’ Bellini |

| Arbitro: | Morganti (Ascoli Piceno) |

|  |           |                                 |
|  | Marcatori | 44’ Beretta 79’ (aut.) Monguzzi |

| Cittadella 11 aprile 1999 29ª giornata | Cittadella              | 0 – 0 | Brescello | Stadio Piercesare Tombolato\| Arbitro: \| Campofiorito (Chiavari) \| |
| Arbitro:                               | Campofiorito (Chiavari) |       |           |                                                                      |

| Arbitro: | Ferrari (Roma) |

|  |           |            |
|  | Marcatori | 72’ Scarpa |

| Arbitro: | Borelli (Roma) |

|                             |           |              |
| Beretta 34’, 74’ Scarpa 83’ | Marcatori | 18’ Cecchini |

| Arbitro: | Benedetti (Vicenza) |

|                                     |           |  |
| Baraldi 65’ Colombo 70’ Bertani 74’ | Marcatori |  |

| Arbitro: | Carlucci (Molfetta) |

|            |           |                |
| Grassi 24’ | Marcatori | 11’ G. Ferrari |

| Arbitro: | Cirone (Palermo) |

|                    |           |  |
| Taldo 90+2’ (rig.) | Marcatori |  |

### Coppa Italia di Serie C

#### Girone E
| 23 agosto 1998 1ª giornata |  | – Turno di riposo Cittadella |  |  |

| Arbitro: | P. Rossi (Forlì) |

|  |           |                  |
|  | Marcatori | 63’ (aut.) Zanon |

| Arbitro: | Zenere (Schio) |

|  |           |            |
|  | Marcatori | 41’ Grassi |

| Arbitro: | Rizzoli (Bologna) |

|                  |           |                      |
| Nordi 45’ (rig.) | Marcatori | 69’ (rig.) Antonello |

| Arbitro: | Angrisani (Salerno) |

|              |           |                              |
| Malaguti 81’ | Marcatori | 11’ Soncin 50’ (aut.) Tonini |

#### Sedicesimi di finale
| Arbitro: | Cecotti (Udine) |

|                      |           |               |
| Pianu 62’ Scarpa 76’ | Marcatori | 42’ Spagnolli |

| Arbitro: | Dondarini (Finale Emilia) |

|              |           |                        |
| Spagnolli 4’ | Marcatori | 18’ Pianu 90+1’ Scarpa |

#### Ottavi di finale
| Arbitro: | Saccani (Mantova) |

|               |           |                                        |
| Tomaselli 16’ | Marcatori | 11’ Manfredini 47’, 51’ (rig.) Albieri |

| Arbitro: | Gasparoni (Ancona) |

|  |           |            |
|  | Marcatori | 31’ Soncin |